# Pānes̄ār Bārānī
Pānes̄ār Bārānī (persiska: پانِسارِ تَشكَن, Pānesār-e Tashkan, Bārānī, پانثار بارانی, بارانی) är en ort i Iran.   Den ligger i provinsen Lorestan, i den västra delen av landet, 400 km sydväst om huvudstaden Teheran. Pānes̄ār Bārānī ligger 1 290 meter över havet och antalet invånare är 585.
Terrängen runt Pānes̄ār Bārānī är kuperad åt sydväst, men åt nordost är den bergig.Runt Pānes̄ār Bārānī är det ganska tätbefolkat, med 72 invånare per kvadratkilometer. Närmaste större samhälle är Sarāb-e Dowreh, 17,8 km sydost om Pānes̄ār Bārānī. Trakten runt Pānes̄ār Bārānī består i huvudsak av gräsmarker.